# Monori Lili
Monori Lili (Törökszentmiklós, 1945. október 10. –) Jászai Mari- és Balázs Béla-díjas magyar színművész, érdemes művész.

## Életpályája
Karrierje kezdetén gépíróként dolgozott, emellett amatőr versmondóként lépett fel. Főiskolai tanulmányait a Színház- és Filmművészeti Főiskolán végezte 1965–1969 között.
1969–1973 között a Thália Színházban szerepelt. 1973–1976 között a kaposvári Csiky Gergely Színházban játszott. 1976–1990 között a Mafilm tagja volt. 
A Kilenc hónap film, melynek abszolút főszereplője volt, sok elismerést kapott, a szülés ténye az egész világon a női egyenjogúsági mozgalom fontos eseményé vált, az arab világban is elismerték. 1980-ban a francia Gaumont cég meghívottjaként Párizsban járt az Alliance Francaise iskolába. 1982-ben Székely B. Miklóssal próbatermet béreltek, ottani tevékenységük (többek között a Műtét és a Macbeth előadások) az épület lebontásáig tartott. Az általa alapított, 1982 óta működő Szentkirályi Színházi Műhelyben, NKA, EMMI pályázatokon nyertes szinopszisaikból készítenek előadásokat.
Az 1980-as évek második felétől a Mu Színházban tartottak bemutatókat, Monori Lili és lánya, Székely Rozi színésznő (édesapja Székely B. Miklós színész), többek között Iszaak Babel Lovashadsereg című novellagyűjteménye alapján összeállított művét játszották.
A 2014-es FESZ-dij a Szentkirályi Színházi Műhelyben történt több évtizedes munkáinak is elismerése. 2019-ben a Los Angeles-i Magyar Filmfesztiválon megkapta az életműdíjat.

## Színházi szerepei
A Színházi adattárban regisztrált bemutatóinak száma: 43.

10 perc vers Proton Theatre 2023

| Szerző                                                                                           | A darab címe                                                 | Bemutató dátuma      | Társulat – Színház                                           | Játszott szerep                                                | Forrás |
| ------------------------------------------------------------------------------------------------ | ------------------------------------------------------------ | -------------------- | ------------------------------------------------------------ | -------------------------------------------------------------- | ------ |
| Szép Ernő                                                                                        | Május                                                        | 1967. február 10.    | Színház- és Filmművészeti Főiskola – Ódry Színpad            | A vak kísérője (II. f.h.)                                      |        |
| Darvas József                                                                                    | Zrínyi                                                       | 1967. december 14.   | Thália Színház                                               | Lány (f.h.)                                                    |        |
| Jan Schneider–Bohuslav Ondráček                                                                  | Gentlemanek                                                  | 1968. március 16.    | Színház- és Filmművészeti Főiskola – Ódry Színpad            | Ajándék (III. f.h.; szerepkettőzés Pálos Zsuzsa III. f.h.-val) |        |
| Móricz Zsigmond                                                                                  | Csibe                                                        | 1968. április 11.    | Thália Színház                                               | Icu (f.h.)                                                     |        |
| Dante Alighieri–Weöres Sándor–Kazimir Károly                                                     | Isteni színjáték                                             | 1968. július 5.      | Körszínház                                                   |                                                                |        |
| Iszaak Emmanuilovics Babel–Kazimir Károly                                                        | Mária                                                        | 1968. október 11.    | Thália Színház                                               | Nyuska (f.h.)                                                  |        |
| Alekszandr Nyikolajevics Osztrovszkij                                                            | Jövedelmező állás                                            | 1968. november 22.   | Színház- és Filmművészeti Főiskola – Ódry Színpad            | Kukuskina (IV. f.h.)                                           |        |
| Móricz Zsigmond                                                                                  | Légy jó mindhalálig                                          | 1969. február 1.     | Színház- és Filmművészeti Főiskola – Ódry Színpad            | Nyilas Misi IV.b. (IV. f.h.)                                   |        |
| Móricz Zsigmond                                                                                  | Légy jó mindhalálig                                          | 1969. szeptember 20. | Thália Színház                                               | Nyilas Misi                                                    |        |
| Boldizsár Miklós                                                                                 | Szerelmesek a város felett                                   | 1969. október 5.     | Thália Színház – Thália Stúdió                               | Ágnes                                                          |        |
| Goda Gábor–Molnár Gál Péter                                                                      | A planétás ember                                             | 1969. október 14.    | Thália Színház                                               | Dagi Mariska                                                   |        |
| Pálfy József–Kazimir Károly                                                                      | A magyar kérdés                                              | 1970. február 12.    | Thália Színház                                               | Szavaló                                                        |        |
| Alekszej Nyikolajevics Arbuzov                                                                   | Én, te, ő                                                    | 1970. május 8.       | Thália Színház                                               | Lida                                                           |        |
| Roger Martin du Gard–Benedek András                                                              | A Thibault-család                                            | 1970. szeptember 25. | Thália Színház                                               | Jenny, Mme de Fontanin gyermeke                                |        |
| Weöres Sándor                                                                                    | A holdbeli csónakos                                          | 1971. február 27.    | Thália Színház                                               | Bolond Istók (szerepkettőzés Mécs Károllyal)                   |        |
| Jókai Anna                                                                                       | Tartozik és követel                                          | 1971. szeptember 30. | Thália Színház – Thália Stúdió                               | Ildikó                                                         |        |
| Borisz Lvovics Vasziljev–Borisz Glagolin–Jurij Petrovics Ljubimov                                | Csendesek a hajnalok                                         | 1972. április 2.     | Mikroszkóp Színpad                                           |                                                                |        |
| Takeda Izumo–Mijosi Sóraku–Namiki Szenrjú                                                        | Csusingura                                                   | 1972. július 7.      | Thália Színház – Körszínház                                  | Konami                                                         |        |
| Hubay Miklós                                                                                     | Tüzet viszek                                                 | 1972. november 4.    | Thália Színház – Thália Stúdió                               | Margit                                                         |        |
| Szakonyi Károly                                                                                  | A színház jegyében                                           | 1973. április 6.     | Irodalmi Színpad                                             |                                                                |        |
| Borisz Lvovics Vasziljev–Borisz Glagolin–Jurij Petrovics Ljubimov                                | Csendesek a hajnalok                                         | 1973. november 11.   | Mikroszkóp Színpad                                           |                                                                |        |
| Bertolt Brecht                                                                                   | Kurázsi mama                                                 | 1973. november 16.   | Csiky Gergely Színház, Kaposvár                              | Kattrin                                                        |        |
| Shelagh Delaney                                                                                  | Egy csepp méz                                                | 1974. február 1.     | Csiky Gergely Színház, Kaposvár                              | Josephine, Helen lánya                                         |        |
| Anton Pavlovics Csehov                                                                           | Három nővér                                                  | 1974. október 11.    | Szigligeti Színház, Szolnok                                  | Natasa, Andrej felesége                                        |        |
| Alexandre Dumas–Várady Szabolcs                                                                  | Három testőr, avagy tartsuk be a játékszabályokat (ha lehet) | 1974. december 13.   | Csiky Gergely Színház, Kaposvár                              | Milady                                                         |        |
| Fjodor Mihajlovics Dosztojevszkij–Andrzej Wajda                                                  | Ördögök                                                      | 1975. január 17.     | Csiky Gergely Színház Színház, Kaposvár                      | Marja Lebjadkina                                               |        |
| Sarkadi Imre                                                                                     | Oszlopos Simeon, avagy lássuk, Uramisten mire megyünk ketten | 1976. október 16.    | Csiky Gergely Színház, Kaposvár                              | Vinczéné                                                       |        |
| Kárpáti Péter                                                                                    | Az ismeretlen katona                                         | 1990. március 10.    | Játékszín                                                    | Hanka                                                          |        |
| Thomas Bernhard                                                                                  | A világjobbító                                               | 1996. január 28.     | Új Színház                                                   | Nő                                                             |        |
| Székely B. Miklós–Monori Lili                                                                    | Matiné                                                       | 1996.                | Pince; Budapest, Szentkirályi utca 4.                        |                                                                |        |
| Samuel Beckett                                                                                   | A játszma vége                                               | 1996. december 12.   | Pince; Budapest, Szentkirályi utca 4.                        |                                                                |        |
|                                                                                                  | Karamazov nővérek                                            | 2005. november 11.   | MU Színház Stúdiószínpad – Szentkirályi Színházi Műhely      |                                                                |        |
| Ernest Hemingway–Róheim Géza                                                                     | A Kilimandzsáró hava                                         | 2006. május 28.      | MU Színház Stúdiószínpad – Szentkirályi Színházi Műhely      |                                                                |        |
| Aiszkhülosz–Pier Paolo Pasolini                                                                  | Argosz földje, én hazám                                      | 2007. június 3.      | MU Színház Stúdiószínpad – Szentkirályi Színházi Műhely      |                                                                |        |
| Mundruczó Kornél–Bíró Yvette                                                                     | Frankenstein-terv                                            | 2007. október 15.    | Bárka Színház – Konténer                                     | (m.v.)                                                         |        |
| Alekszandr Szergejevics Puskin–Virginia Woolf–Szergej Mihajlovics Eisenstein–Vszevolod Mejerhold | Poyntz Hall                                                  | 2008. október 26.    | MU Színház – Szentkirályi Színházi Műhely                    |                                                                |        |
|                                                                                                  | Magyar vagyok, amerikás foriner                              | 2010. október 31.    | Dover Szituációs Nyelvi Labor – Szentkirályi Színházi Műhely |                                                                |        |
|                                                                                                  | Rókatánc                                                     | 2011. november 30.   | Szentkirályi Színházi Műhely                                 |                                                                |        |
| John Maxwell Coetzee–Mundruczó Kornél                                                            | Szégyen                                                      | 2012. június 15.     | Trafó, Kortárs Művészetek Háza – Proton Társulat             |                                                                |        |
| Mundruczó Kornél–Wéber Kata                                                                      | Demencia, or The Day of My Great Happiness                   | 2013. október 15.    | Trafó, Kortárs Művészetek Háza – Proton Társulat             | Sápi Mercédesz                                                 |        |
| Johann Wolfgang von Goethe                                                                       | Faust I.                                                     | 2015. április 25.    | Katona József Színház                                        | Ősanya; Boszorkány; Gonosz szellem; Portás (m.v.)              |        |
| Johann Wolfgang von Goethe                                                                       | Faust II.                                                    | 2015. április 26.    | Katona József Színház                                        | Mantó; Phorkyas I.; Markecolina; Gond (m.v.)                   |        |
| Wéber Kata                                                                                       | Látszatélet                                                  | 2016. április 27.    | Proton Színház                                               | Ruszó Lőrincné                                                 |        |
|                                                                                                  |                                                              |                      |                                                              |                                                                |        |

### Egyéb színházi szerepei
- Műtét/analyzis
- Műtét/analyzis/Orlandó
- Ami a nyugati utazásból kimaradt
- Levél
- M-II. emelet 6.
- Ernő
- Az árulás
- Egy szívvel két hazában
- Masni álma
- Pötyi és Jerke
- Shadow
- Álomábécé
- Demencia
- Bornemisza Péter: Magyar Elektra
- Gyerekek a Gulágon

Evolúció -Proton Theatre
Cselédek 1973.június 16.
10 perc vers Proton theatre 2023

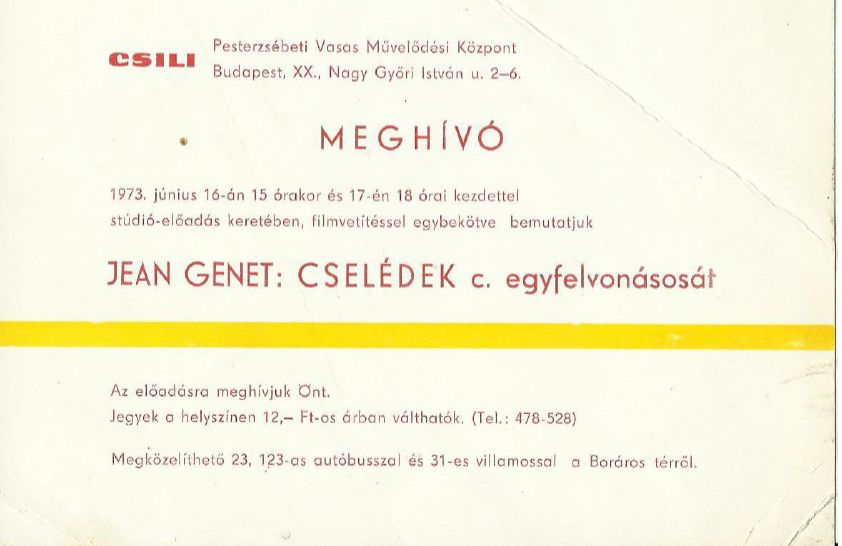
Cselédek rendezője Bódy Gábor. Szereplők Ruttkai Éva, Monori Lili, Jancsó Sarolta

10 perc vers Proton Theatre FILC 2023 február 
Parallax Proton Theatre -  Wiener Festwochen 2024.május 27.
emblémaembléma
Bécsi Szabad Köztársaság
A Bécsi Szabad Köztársaságról
Bécsi nyilatkozat
Második Modernizmus Akadémiája
Kártyajáték
Jegyet vásárolni
Kedvezmények
Jegypénztárak és helyszínek
Fesztivál
Küldetésnyilatkozat
Csapat
Legyen partnerünk
Köszönöm
Archívum
Programkönyv Archívum
Program 2024
Galéria 2024
Sajtó
En
Világpremier | Koprodukció
Koprodukció
Parallaxis
Mundruczó Kornél / Proton Színház

G csarnok a MuseumsQuartier-ben
35 / 25 euró
Magyar német és angol felirattal
kb. 1 óra 50 perc
Ez az esemény a múltban van
Datolya
május 27.
Hétfő
Időpont: 20.30
május 28.
Kedd
Időpont: 20.30
május 29.
Szerda
Időpont: 20.30
május 30.
Csütörtök
Időpont: 20.30
május 31.
Péntek
Időpont: 17 óra
© Proton Színház, Mundruczó Kornél

## Filmjei

### Játékfilmek
{{oszloplista|2|
- A tanú (1969)
- A gyilkos a házban van (1971)
- A vőlegény nyolckor érkezik (1972)
- Kísérleti dramaturgia (1972)
- Plusz-mínusz egy nap (1973)
- Bástyasétány '74 (1974)
- Végül (1974)
- Az örömhöz (1974)
- Legenda a nyúlpaprikásról (1975)
- Hajdúk (1975)
- Kilenc hónap (1976)
- Azonosítás (1976)
- Ha megjön József (1976)
- Ékezet (1977)
- Ők ketten (1977)
- Örökség (1980)
- A remény joga (1981)
- Visszaesők (1983)
- Sortűz egy fekete bivalyért (1985)
- A rejtőzködő (1986)
- Kiáltás és kiáltás (1988)
- Eldorádó (1988)
- Céllövölde (1990)
- Napló apámnak, anyámnak (1990)
- És mégis… (1991)
- Alkonyodik, a bárányok elvéreznek (1992)
- Erózió (1992)
- Sose halunk meg (1992)
- A magzat (1993)
- A turné (1993)
- Megint tanú (1995)
- Szeressük egymást, gyerekek – A nagy agyhalál (1995)
- Levelek Perzsiából (1995)
- Ez van, Azarel! (1995)
- Balekok és banditák (1997)
- Jadviga párnája (2000)
- Kisvilma - Az utolsó napló (2000)
- Film (2000)
- Felhő a Gangesz felett (2001)
- A cigány hold - egy cella képei (2001)
- Telitalálat (2003)
- Rap, revü, Rómeó (2004)
- Rózsadomb (2004)
- Öreg fa (2006)
- Nincs kegyelem (2006)
- Márió, a varázsló (2008)
- Delta (2008)
- Mázli (2008)
- Utolsó jelentés Annáról (2009)
- Szelíd teremtés - A Frankenstein-terv (2010)
- Fehér isten (2014)
- Kojot (2016)
- Aurora Borealis – Északi fény (2017)
- Rossz versek (2018)[6]
- A feltaláló (2019)
- Evolúció (2021)
- [[Emma és a halálfejes lepke 2024

}}RANDOM   44. Magyar Filmszemle 2025.- Random https://puskinmozi.hu/filmek/44-magyar-filmszemle-random 2025The story takes place on Valentine's Day in no man's land, one of the craziest days of the century, when everything is turned upside down, the turn of seemingly random events slowly connecting together.
Lili Monori’s credits:
Szilágyi néni

### Tévéfilmek
- A felnőttek furcsák néha
- Vigyori (1968)
- Két fiú ült egy padon (1973)
- Irgalom 1-3. (1973)
- Gőzfürdő (1973)
- Egy ember és a többiek (1973)
- Megtörtént bűnügyek (1974)
- Próbafelvétel (1974)
- Aranyborjú (1974)
- Tizenegy több mint három (1976)
- Prolifilm (1979)
- Don Juan bűnhődése (1970)
- Három affér (1972)
- Cseppben az élet (2019)
- Tiszazug (1991)
- Rádióaktív BUÉK (1993)
- A Szórád-ház (1997)
- Lili (2003)
- Fekete fehér (2006)
- Oltári csajok (2017–2018)
- Farsang (2018)[7]
- Cseppben az élet (2019)

Random
Szilágyi néni
Post-production 2024 IMDB

## Díjai, elismerései
- Cannes-i nemzetközi filmfesztivál FIPRESCI-díj (1976) (Kilenc hónap)
- Berlini Nemzetközi Filmfesztivál OCIC-dij Kilenc hónap film (1977)
- a teheráni nemzetközi filmfesztivál legjobb női alakítás díja (1976) (Kilenc hónap)
- Magyar Filmkritikusok Díja – Legjobb női alakítás díja (1977) Ők ketten/
- Cannes-i nemzetközi filmfesztivál- Ökumenikus zsűri díja (1981) /A tanú/
- Valladolid nemzetközi filmfesztivál 1983 Winner Honorable Mention (1983) (Visszaesők)
- Balázs Béla-díj (1984)
- Országos Alternativ Szinházi Szemle: Legjobb előadás (Matiné, 1996)
- Jászai Mari-díj (1998)
- Országos Alternativ Szinházi Szemle: Alkotói dij (2000) (Ernő)
- Mediawave Párhuzamos Kultúráért díj (2003)[8]
- POSZT Legjobb női főszereplő (2008)
- Cannes-i nemzetközi filmfesztivál FIPRESCI-DIJ (2008) (Delta)
- A Magyar Érdemrend lovagkeresztje (2013)[9]
- FESZ Életműdíj (2014)
- Színikritikusok Díja: A legjobb női mellékszereplő (Faust - 2015)
- Érdemes művész (2016)
- Remember-díj (2017)[10]
- Magyar Filmkritikusok Díja – Legjobb női epizódszereplő (2019) /Rossz versek/
- Magyar Filmdíj – A legjobb női mellékszereplő (2019) /Rossz versek/
- Életműdíj – 19. Los Angeles-i Magyar Filmfesztivál (2019)[11]
- Hevesi Sándor-díj (2020)[12]
- Magyar Filmkritikusok Díja – Legjobb női alakítás díja (2022) /Evolució/[13]